# Monza (band)

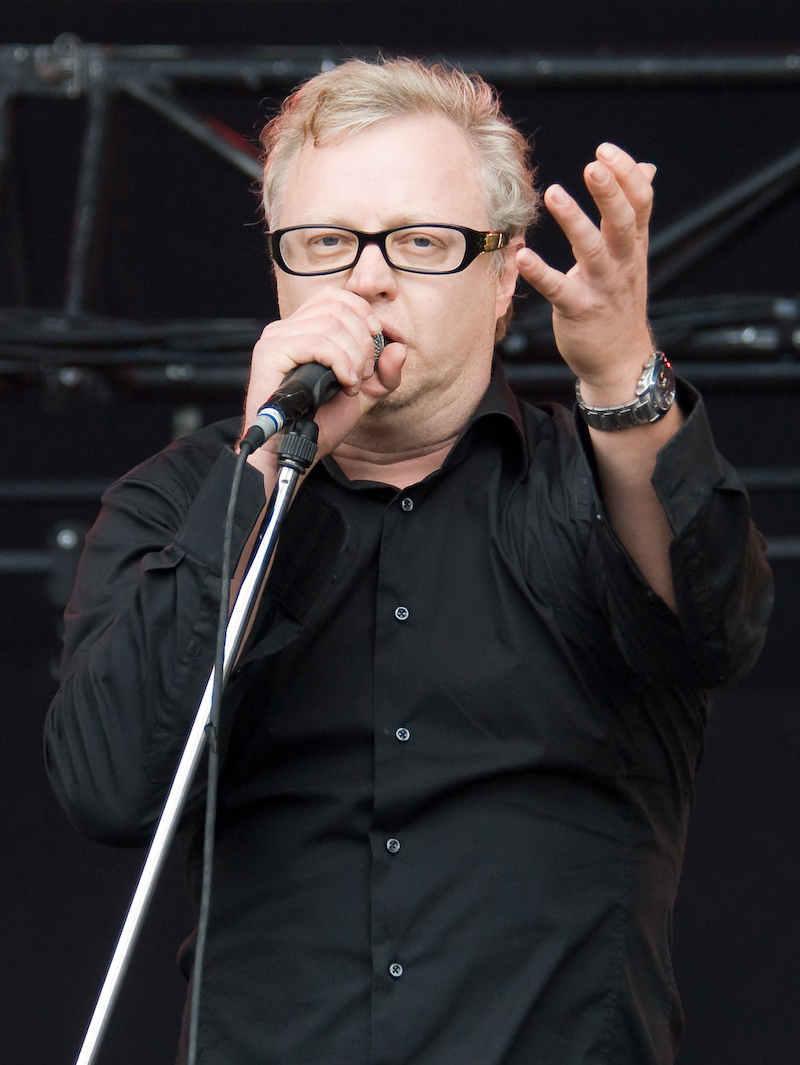
Monza frontman Stijn Meuris

Monza was een Belgische rockgroep. Ze bestond tot de zomer van 2007 uit Stijn Meuris (zang), Dirk Loots (drums), Bart Delacourt (bas), Luc Weytjens (toetsen) en Jan van Sichem jr. (gitaar). Sedert de zomer van 2007 is de samenstelling van Monza gewijzigd: sindsdien spelen Kris Delacourt (toetsen, soundscapes en extra gitaren) en Bruno Fevery (gitaar) mee. 
De band is voor Stijn Meuris de opvolger van Noordkaap. De groep heeft een eigen opnamestudio, De Monzaal. Dit is een omgebouwde danszaal in Ekeren. In die ruimte werkte de band een jaar lang aan het album Grand, dat via EMI Music werd uitgebracht in 2005. Een deel van de nummers reflecteert op de zelfmoord van Meuris' vriendin, enkele jaren eerder. 
In 2005 maakte de band het themalied voor de vieringen van 175 jaar België. Dat was een tweetalige versie van de hit van Noordkaap Ik hou van u, en werd samen met Zap Mama-zangeres Marie Daulne opgenomen. De titel werd Ik Hou van U/Je t'aime tu sais.
In maart 2008 volgde het album Attica! (EMI Music), opgenomen onder productionele leiding van bassist Bart Delacourt.
Sinds december 2009 gaat Stijn Meuris solo verder als MEURIS.

## Albums
- 2001 - Van God Los
- 2005 - Grand
- 2008 - Attica!